# Dougie Hamilton
Dougie Hamilton (Toronto, Ontario, 17 de junio de 1993) es un jugador profesional canadiense de hockey sobre hielo que se desempeña en la posición de defensor derecho en New Jersey Devils, equipo de la National Hockey League (NHL).

## Carrera
Fue seleccionado en la primera ronda en la NHL Entry Draft de 2011. En 2012 hizo su debut profesional con el equipo Boston Bruins, en el cual jugó tres temporadas (2012-2015), después pasó a Calgary Flames (2015-2018), luego a Carolina Hurricanes (2018-2021), posteriormente a New Jersey Devils, donde lleva jugando tres temporadas.